# Gammalstorps församling
Gammalstorps församling var en församling i Listers och Bräkne kontrakt, Lunds stift och Sölvesborgs kommun. Den uppgick 2006 i Gammalstorp-Ysane församling.
Församlingskyrka var Gammalstorps kyrka. 

## Administrativ historik
Församlingen har medeltida ursprung.
Församlingen bildade pastorat med Ysane församling.
Församlingen uppgick 2006 i Gammalstorp-Ysane församling.
Församlingskod var 108302. 